# Bernhard Dilger

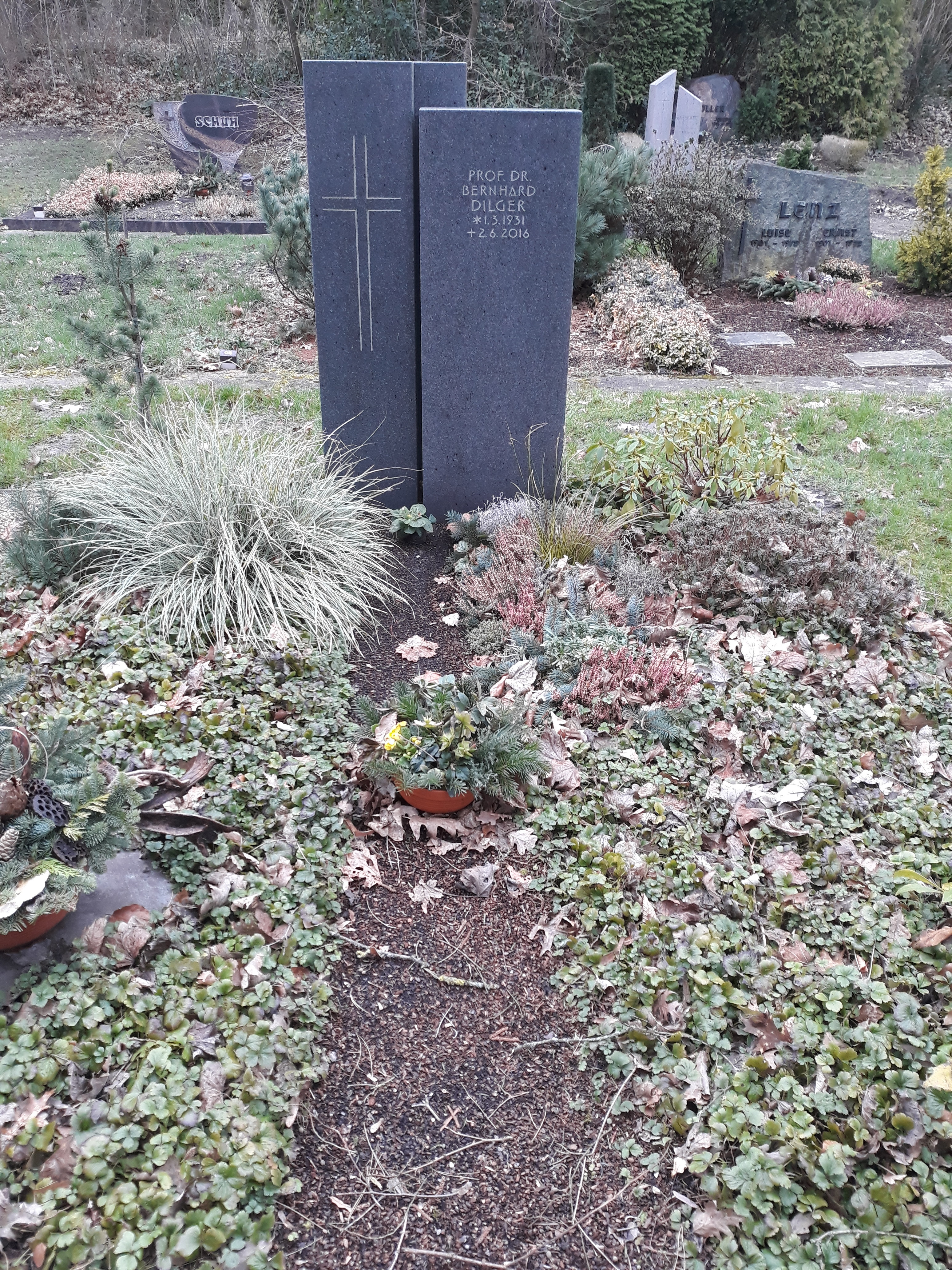
Das Grab von Bernhard Dilger auf dem Friedhof Querenburg in Bochum.

Bernhard Dilger (* 1. März 1931 in Dresden; † 2. Juni 2016 in Bochum) war ein deutscher Pädagoge und Hochschullehrer.

## Leben
Bernhard Dilger studierte von 1953 bis 1960 an der Freien Universität Berlin und den Universitäten Bonn und Wien Geschichte, Rechtswissenschaften, Germanistik, Philosophie und Pädagogik. 1960–1961 war er als Austauschstudent an der Universität Leningrad. 1963–1964 arbeitete er als wissenschaftlicher Hilfsassistent am Osteuropa-Institut der FU Berlin, 1964–1968 als Wissenschaftlicher Assistent (m. d. V. b.) am Institut für Pädagogik der Ruhr-Universität Bochum (RUB). 1968 wurde Dilger an der FU Berlin zum Dr. phil. promoviert und damit regulärer Wissenschaftlicher Assistent in Bochum. 1970 folgte die Ernennung zum Akademischen Rat, 1971 zum Akademischen Oberrat und 1974, nach einem abgelehnten Ruf an die Hochschule der Bundeswehr Hamburg, zum Studienprofessor jeweils an der RUB, wo er 1984 Universitätsprofessor wurde. 1996 wurde er pensioniert.
Im Zentrum der Arbeit von Dilger stand die vergleichende Erziehungswissenschaft, insbesondere hinsichtlich der Bildungssysteme in der Volksrepublik China, der Sowjetunion und anderen seinerzeit sozialistischen Staaten. Er war auch sehr stark in Lehre und Prüfung engagiert. Er hinterlässt drei Kinder, darunter Alexander Dilger, und acht Enkelkinder.

## Schriften (Auswahl)
- Die politischen Anschauungen A. D. Gradovskijs, in: Mathias Bernath, Horst Jablonowski und Werner Philipp (Hrsg.): Forschungen zur osteuropäischen Geschichte, Band 15, Berlin 1970, S. 145–306, zugleich Dissertation an der FU Berlin 1968.
- Das Erziehungs- und Bildungswesen der VR China seit 1969: Eine Bibliographie, zusammen mit Jürgen Henze, Bochum 1978.
- The Education of Minorities, in: Comparative Education 20(1), 1984, S. 155–164.
- Vergleichende Bildungsforschung: DDR, Osteuropa und interkulturelle Perspektiven – Festschrift für Oskar Anweiler zum 60. Geburtstag, herausgegeben zusammen mit Friedrich Kuebart und Hans-Peter Schäfer, Berlin 1986.